# Alfons II d'Astúries
Alfons II d'Astúries el Cast (Oviedo, v 760 - 842), rei d'Astúries (791-842). Durant l'Edat mitjana fou venerat com a sant en algunes esglésies d'Oviedo.

## Orígens familiars
Fill de Fruela I d'Astúries i la seva muller Múnia d'Àlaba.
Al morir el seu pare es va quedar al càrrec de la seva tia Adossenda d'Astúries, el marit de la qual s'apoderà del tron. Durant el regnat de Silo I d'Astúries va realitzar funcions administratives al Palau reial i es preparà com a hereu. A la mort de Silo Adossenda intentà que Alfons aconseguís el tron gràcies al suport de l'aristocràcia, però el seu oncle Mauregat I va deposar Alfons i s'apoderà del tron. Alfons llavors fugí a Àlaba i es refugià entre els seus parents materns.

## Ascens al tron
A la renúncia de Beremund I del tron asturià el 791 després de la derrota a la batalla de Burbia, Alfons retornà a Astúries i fou proclamat rei el 14 de setembre d'aquell any.
Tan aviat com ascendir al tron va emprendre contactes amb Carlemany, amb qui va establir una aliança. El 795 es té constància d'una primera ambaixada amb regals a Tolosa de Llenguadoc. Envià delegacions asturianes a la cort dels francs el 796, 797 i 798. No se sap de què van tractar aquestes delegacions, però es creu que o bé fou per mantenir la integritat del seu regne davant els atacs musulmans o per la relació amb l'heretgia adopcionista contra la qual Carlemany combatia activament.
Va prendre la ciutat de Lisboa el 798 i va vèncer els musulmans al riu Nalón i Anceo en la ràtzia de 825. Gràcies a aquestes victòria va consolidar la seva presència a Galícia, Lleó i Castella, i també les va repoblar. Va fixar la seva cort a Oviedo, on va construir diverses esglésies i un palau.

## Tomba de Sant Jaume
La tradició diu que durant el seu regnat es va descobrir la tomba de l'Apòstol Sant Jaume per l'ermità Pelai a Compostel·la el 814, motiu pel qual esdevingué centre de peregrinació per a tota la comunitat cristiana. Així mateix, es creu que Alfons II va ser el primer pelegrí de la història.

## Mort

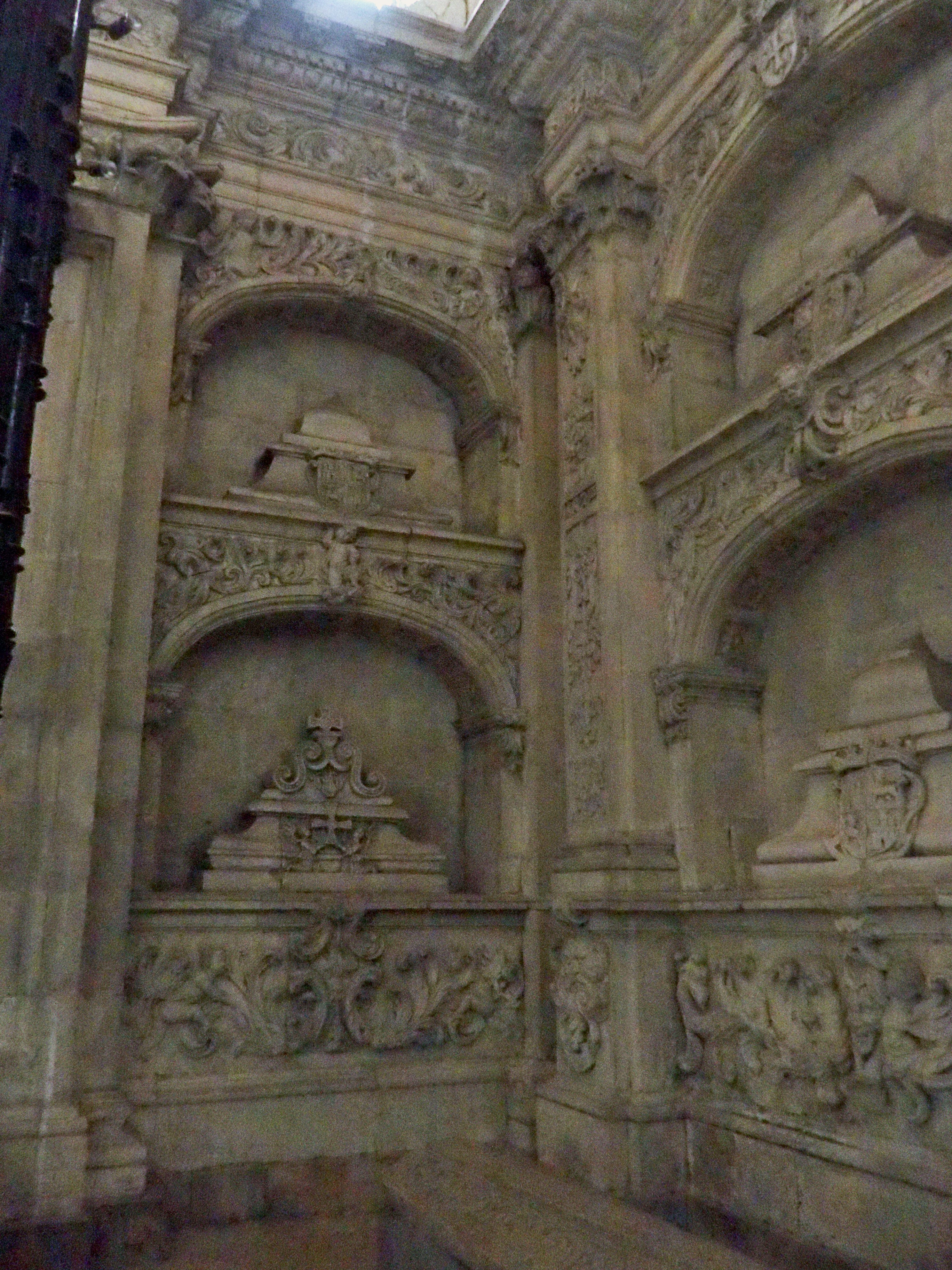
Panteó reial de la Catedral d'Oviedo, amb les restes del rei.

Alfons II va morir el 20 de març de 842, d'acord amb els obituaris de la catedral i l'església de Sant Vicenç d'Oviedo. L'aniversari de mort del rei, que va ser enterrat a la catedral, va ser commemorat des d'antic, raó per la qual es dona per bona aquesta data, tot i que altres fonts proposen altres dates.
Es diu que va viure 52 anys de forma "casta, sòbria, immaculada i pietosa", d'aquí el seu sobrenom. El succeí el fill de Beremund I, Ramir I d'Astúries.

## Veneració
Des del segle xi al XVI està documentat un culte local de la figura d'Alfons II, que no va rebre mai canonització oficial i, per tant, no tenia una data fixada com a tal.
Per la vida exemplar, el seu zel en el culte i la construcció d'esglésies i la troballa del sepulcre de Sant Jaume, va ésser tingut per persona santa. Consta que a la catedral d'Oviedo, on fou sebollit, se li va tributar culte com a sant poc després de la seva mort, i que la seva despulla era inclosa entre els corpora sanctorum martyrum conservats i honorats a l'església (“et corpus regis casti qui ecclesiam Sancti Salvatoris fundavit”, "i el cos del rei cast que fundà l'església de Sant Salvador") i així consta en un inventari de relíquies de la catedral datat al començament del segle xi. Al monestir de San Pelayo d'Oviedo, encara al segle xvi es feia una missa en honor seu, com testimonia Antonio de Yepes en la seva crònica.